# Pee
De pee of fee is de zeventiende letter uit het Hebreeuws alfabet. De letter wordt uitgesproken als p of als f. Als p zoals de eerste letter van het Hebreeuwse woord Pesach: פסח (Hebreeuws wordt van rechts naar links geschreven).
Indien de pee de laatste letter van een woord is, dan wordt hij anders geschreven en noemt men hem pee sofiet.
De letters van het Hebreeuws alfabet worden ook gebruikt cijfers. De pee is de Hebreeuwse tachtig. De pee sofiet heeft een andere getalwaarde: het is de Hebreeuwse achthonderd.
א · ב · ג · ד · ה · ו · ז · ח · ט · י · כ · (ך) · ל · מ · (ם) · נ · (ן) · ס · ע · פ · (ף) · צ · (ץ) · ק · ר · ש · ת 

alef · beet · gimel · dalet · hee · waw · zajien · chet · tet · jod · kaf · -sofiet · lamed · mem · -sofiet · noen · -sofiet · samech · ajien · pee · -sofiet · tsaddie · -sofiet · koef · reesj · sjien · tav